# Iveta Miculyčová
Iveta Miculyčová, née le 15 septembre 2005, est une coureuse cycliste tchèque, spécialisée en BMX freestyle « Park ».

## Carrière
Iveta Miculyčová est originaire de Kostelec nad Orlicí. Adolescente, elle joue au football pour le FC Hradec Králové et est membre de l'équipe nationale tchèque des moins de 15 ans. Dans une interview, elle déclarera par la suite, qu'avec le temps, elle s'était lassée du football et qu'elle avait le sentiment que les sports d'équipe ne lui convenaient pas. En 2018, un skatepark ouvre dans sa ville natale et un an plus tard, ses parents lui offrent un vélo de BMX pour son 14e anniversaire. Dès le début, Miculyčová court avec Tomáš Beran, qui est de plusieurs années son aîné et qu'elle considère comme un coach. Elle devient championne de Tchéquie de BMX freestyle Park durant l'été 2021. Durant cette compétition, elle devient la première tchèque à effectuer un backflip. Elle conserve son titre de championne tchèque en 2022 et 2023.
En août 2022, à l'âge de 16 ans, Miculyčová devient championne d'Europe dans la discipline du « Park » à Munich. En finale, elle s'impose notamment contre la championne olympique Charlotte Worthington et la médaillée olympique Nikita Ducarroz. Trois mois après son titre européen, elle remporte le bronze aux championnats du monde à Abu Dhabi derrière Hannah Roberts et Ducarroz. En 2023, elle redevient championne d'Europe aux Jeux européens de 2023 à Cracovie.
En 2024, Miculyčová participe à la série de qualification olympique, mais ne peut s'aligner au tour décisif en raison d'une blessure à la cheville. En raison de ses résultats aux mondiaux, elle est quand même qualifiée pour les Jeux olympiques de Paris 2024.

## Palmarès

### Jeux olympiques
- Paris 2024
  - 6e du BMX freestyle Park

### Championnats du monde
- Abou Dabi 2022
  -  Médaillée de bronze du BMX freestyle Park

### Championnats d'Europe
- Munich 2022
  -  Championne d'Europe de BMX freestyle Park
- Krzeszowice 2023
  -  Championne d'Europe de BMX freestyle Park
- Cadenazzo 2024
  -  Médaillée d'argent du BMX freestyle Park

### Championnats de Tchéquie
- 2021
  -  Championne de Tchéquie de BMX freestyle Park
- 2022
  -  Championne de Tchéquie de BMX freestyle Park
- 2023
  -  Championne de Tchéquie de BMX freestyle Park